# Noam Chomsky
Avram Noam Chomsky (in inglese: [noʊm ˈtʃɒmski]; in ebraico: [ˈnoʔam ˈχomski]; Filadelfia, 7 dicembre 1928) è un linguista, filosofo e attivista statunitense.
Docente emerito di linguistica al Massachusetts Institute of Technology, è riconosciuto come il fondatore della grammatica generativo-trasformazionale, spesso indicata come il più rilevante contributo alla linguistica teorica del XX secolo. Parallelamente a ciò, Chomsky è noto per il suo attivismo ed impegno politico, d'ispirazione socialista libertaria.
La costante e aspra critica nei confronti della politica estera di diversi Paesi, in particolar modo degli Stati Uniti d'America, così come l'analisi del ruolo dei mass media nelle democrazie occidentali, lo hanno reso uno degli intellettuali più celebri e seguiti della sinistra radicale mondiale.

## Biografia

### Origini e formazione
È nato il 7 dicembre 1928 a Filadelfia, da una famiglia ebraica originaria dell'Europa dell'est. Suo padre, Zev (William) Choms'kyj, proveniva da Chmel'nyc'kyj, nell'Ucraina dell'ovest; sua madre, Elizaveta (Eliza) Simonovskaja, aveva radici bielorusse. William Choms'kyj era un rispettato studioso di ebraico, immigrato negli Stati Uniti d'America dall'Ucraina nel 1913, del quale si ricorda l'opera Hebrew, the Eternal Language (1957).

### La carriera accademica
Studiò linguistica, seguendo nel contempo corsi di filosofia e di matematica, all'Università della Pennsylvania sotto la guida di Zellig Harris, fondatore del primo dipartimento di linguistica in una università statunitense. Presso tale istituzione conseguì un Bachelor of Arts nel 1949 e nello stesso anno sposò la linguista Carol Doris Schatz.
Presso tale università ottenne il Master nel 1951 con la tesi Morphophonemics of Modern Hebrew. Discute la tesi di dottorato, "Transformational Analysis" (1955), sempre all'Università della Pennsylvania, benché dal 1951 al 1955 svolga la sua attività di ricerca come Junior Fellow presso l'Università Harvard a Cambridge, presso Boston. Nel 1955 inizia la sua carriera come Assistant Professor al Massachusetts Institute of Technology (MIT), a Cambridge.

### I riconoscimenti internazionali
Il 16 aprile 2004 ha ricevuto la laurea honoris causa in Lettere dall'Università degli Studi di Firenze, “quale riconoscimento allo studioso eminente nel campo delle scienze del linguaggio e delle capacità cognitive e all'intellettuale da sempre impegnato in difesa della libertà di pensiero”. Il 1º aprile 2005 ha ricevuto la laurea honoris causa in psicologia dall'Università di Bologna. Il 17 settembre 2012 ha ricevuto un dottorato onorario in neuroscienze dalla Scuola Internazionale Superiore di Studi Avanzati di Trieste.

## Il pensiero
Afferma di essere illuminista e scettico; la sua posizione religiosa potrebbe essere definita agnostica; al contempo riconosce ad alcune persone religiose un ruolo positivo nella storia. Nelle sue opere affronta diverse tematiche, traendo spesso spunto da trascrizioni di registrazioni d'interviste e incontri pubblici.

### La teoria della grammatica generativa
La teoria della grammatica generativa, di cui alcuni elementi essenziali sono già presenti nell'opera The Logical Structure of Linguistic Theory (scritta nel 1957 ma pubblicata venti anni dopo), si caratterizza per la ricerca delle strutture innate del linguaggio naturale, elemento distintivo dell'uomo come specie animale, superando la concezione della linguistica tradizionale incentrata sullo studio delle peculiarità dei linguaggi parlati.
L'influenza del pensiero di Chomsky va ben al di là della stessa linguistica, fornendo interessanti e fecondi spunti di riflessione anche nell'ambito dell'antropologia filosofica, della psicologia, delle teorie evoluzionistiche, della neurologia e della matematica, come nel caso della "gerarchia di Chomsky".

### Gli studi sulla linguistica
La posizione di Chomsky nel campo della linguistica è tuttora quella di un innovatore radicale, che ha fatto scuola in tutto il mondo, ma il suo pensiero non si è limitato alla sola linguistica. Chomsky è, infatti, anche un pensatore anarchico, particolarmente noto, soprattutto tra il grande pubblico, per le sue prese di posizione politiche. Il celebre intellettuale si è da sempre definito un socialista libertario, simpatizzante dell'anarco-sindacalismo, e ha duramente denunciato l'ingiustizia e la profonda immoralità su cui si fondano i sistemi di potere, sia statunitensi sia esteri, la strumentalizzazione di tutti i mezzi d'informazione statunitensi da parte di potenti lobby economiche esistenti in quel Paese, e la politica imperialista e militarista delle amministrazioni statunitensi, da Roosevelt in poi (American power and the new mandarins - 1969, At war with Asia - 1970, Human rights and American foreign policy - 1978).

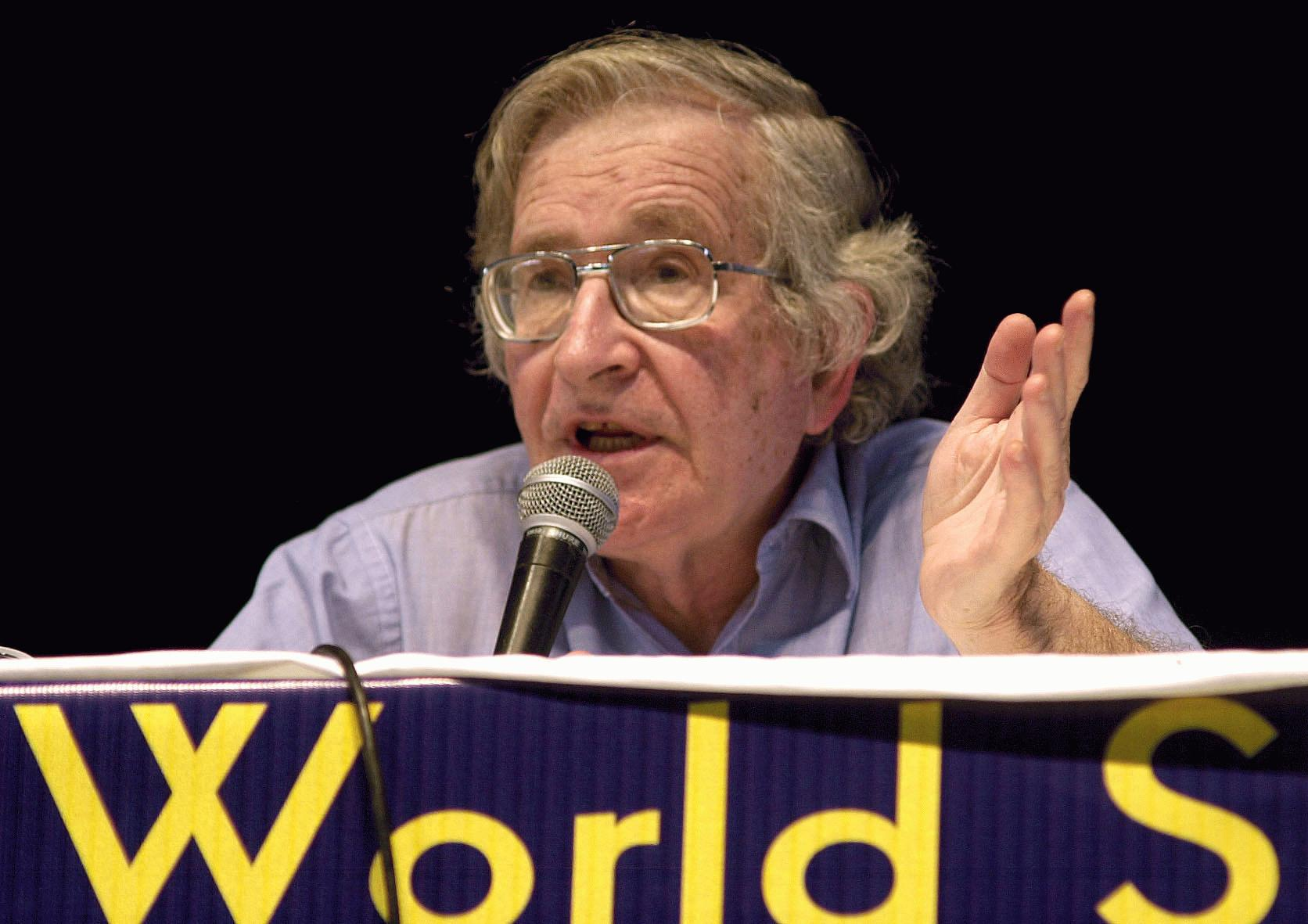
Noam Chomsky al World Social Forum di Porto Alegre (Brasile, 2003)

Chomsky ha affermato di essere riuscito, grazie a un minuzioso lavoro di studio e interpretazione di un'immensa mole di ogni tipo di documenti, a smascherare numerosi casi di utilizzo fraudolento delle informazioni, nonché a evidenziare la piattezza conformistica dei media.

### L'analisi dei mass-media e il ruolo della tecnologia
Il meccanismo attraverso cui si attua questo livellamento, è costituito dalla "fissazione delle priorità": esiste un certo numero di mezzi di informazione che determinano una sorta di struttura prioritaria delle notizie, alla quale i media minori devono più o meno adattarsi a causa della scarsità delle risorse a disposizione. Le fonti primarie che fissano le priorità, sono grandi società commerciali a redditività molto alta, e nella grande maggioranza sono collegate a gruppi economici ancora più grandi. L'obiettivo è quello che Chomsky definisce come la "fabbrica del consenso", ossia un sistema di propaganda attuato coi mezzi di comunicazione di massa ritenuto dallo studioso molto efficace per il controllo e la manipolazione dell'opinione pubblica. (Manufacturing consent: the political economy of the mass media - 1988, Understanding power: the indispensable Chomsky - 2002).
A partire dalla fine della seconda guerra mondiale, i rapidi progressi della scienza hanno generato un divario crescente tra le conoscenze del pubblico e quelle possedute e utilizzate dalle élite dominanti. Secondo Chomsky, grazie alla biologia, alla neurobiologia, e alla psicologia applicata, il “sistema” ha goduto di una conoscenza avanzata dell'essere umano, sia nella sua forma fisica sia psichica. Il sistema è riuscito a conoscere meglio l'individuo comune di quanto egli stesso si conosca. Questo significa che, nella maggior parte dei casi, il sistema esercita un controllo maggiore e un gran potere sugli individui, maggiore di quello che lo stesso individuo esercita su se stesso.

## Le idee e l'impegno politico
A partire dagli anni sessanta, l'attivismo di Chomsky lo ha portato a prendere parte attiva a numerosi incontri e dibattiti sui più disparati temi sociali, e grazie al suo notevole impegno politico e sociale, Chomsky si è affermato anche come intellettuale anarchico e socialista libertario.
Ha analizzato varie problematiche di politica internazionale alla critica al neoliberismo (tema centrale dei suoi incontri e dei suoi scritti), inteso come dottrina economica basata sulla radicalizzazione della centralità del mercato che, secondo Chomsky, ha portato a vari disastri sociali, come il crescente divario tra ricchi e poveri (in particolar modo nei paesi dell'America Latina) e la perdita di controllo sul potere statale da parte dei cittadini. Nel dibattito sulla pena di morte, Chomsky si è dichiarato un convinto oppositore.
Chomsky prese una decisa posizione sulla guerra del Vietnam, dichiarando che il conflitto fu un disastro e che fosse troppo onerosa e dispendiosa per gli Stati Uniti, analizzando gli errori commessi dalle varie amministrazioni USA durante la guerra nel libro In Retrospect: The Tragedy and Lessons of Vietnam Times Books del 1995, scritto da Robert S. McNamara.
È tra i più convinti sostenitori, nonché importante membro del consiglio, dell'Internazionale Progressista, un'organizzazione nata formalmente nel 2020 allo scopo di formare un movimento popolare per la giustizia globale, capace di mobilitare lavoratori, donne e diseredati di tutto il mondo con una visione comune di democrazia, prosperità, sostenibilità e solidarietà.

### La valutazione sul regime di Pol Pot
Pur non avendo mai espresso simpatie in modo esplicito per il regime cambogiano degli khmer rossi, ritenendolo fin da subito una forma degenere di comunismo, Chomsky avrebbe di fatto cercato di ridimensionare le stime dei morti del regime e addossare la responsabilità delle morti ai bombardamenti statunitensi in Cambogia. Inoltre avrebbe messo in dubbio le dichiarazioni di coloro che erano riusciti a scappare da quel regime di feroce dittatura e che parlavano di omicidi, di torture di massa, di deprivazione delle libertà individuali e anche, in contrasto con il comunismo che il regime dichiarava di praticare, di fame, miseria e turni di lavoro estenuanti (negazionismo del genocidio cambogiano). Questo perché Chomsky era ben consapevole della profonda ostilità che, negli Stati Uniti, i più avevano per il comunismo e per ogni forma di regime che poteva avere un che di comunista. Tant'è vero che Chomsky sarebbe stato accusato da più parti di essere un vero sostenitore della dittatura di Pol Pot.
In seguito, Chomsky ritrattò in buona parte molte sue affermazioni, rendendosi conto di tutta la sincerità delle testimonianze dei crimini commessi da tale regime: la storiografia aveva già inequivocabilmente appurato che il regime degli khmer rossi era stato responsabile della morte di un terzo della popolazione cambogiana, mentre solo una piccola parte era attribuibile ai bombardamenti statunitensi (secondo la maggior parte degli storici, il numero totale di vittime cambogiane per bombardamenti statunitensi si aggirerebbe tra i 100 000 e i 150 000 morti). Solo nel 1995, tuttavia, Chomsky avrebbe riconosciuto il carattere genocida di quello che avvenne in Cambogia.

### Le critiche alla politica di Israele
In quanto di religione ebraica Chomsky aveva una posizione molto favorevole alla creazione dello Stato di Israele, alla sua iniziale struttura di stampo socialista e ai kibbutzim; col tempo però, con l'inasprimento dei rapporti tra lo Stato israeliano e gli Stati confinanti, ha assunto una posizione ben più critica nei confronti della politica israeliana verso gli arabi e del colonialismo; ciononostante si è espresso più volte in favore degli sforzi dei socialisti israeliani per trovare la pace e ha affermato di supportare la soluzione dei due Stati. A seguito di alcune esternazioni sul Medio Oriente nel 2010 gli fu interdetto l'accesso da Israele in Cisgiordania, dove doveva tenere una conferenza all'Università Bir Zeit ed incontrare personalità palestinesi. In seguito un portavoce del Ministero degli esteri israeliano dichiarò che tale rifiuto era dovuto ad errore.

### Le valutazioni sulla politica italiana
Ha appoggiato, assieme ad altre personalità intellettuali e politiche, la lista anticapitalista e trotskista di Sinistra Critica in occasione delle elezioni politiche in Italia del 2008.
Nel 2014 in occasione di una conferenza a Roma in merito alle vicende politiche italiane ha dichiarato che: «Per quel che mi riguarda la democrazia in Italia è finita con il governo Monti, designato dai burocrati seduti a Bruxelles e non dagli elettori.»
Nel 2016 ha dichiarato al quotidiano comunista italiano il manifesto che - per via delle dichiarazioni sulla gestione del riscaldamento globale e della politica estera, ma anche per la politica economica liberista - l'umanità intera corre seri rischi di involuzione; da socialista libertario, ha più volte affermato in passato che idee liberali-libertarie di tipo anarco-capitalista, qualora applicate al mondo reale della politica, produrrebbero "tali forme di tirannia e oppressione come se ne sono viste poche nella storia dell'umanità", e che l'odierno Partito Repubblicano statunitense (pur criticando da sempre anche i democratici) costituisca "una delle organizzazioni più pericolose nella storia dell'umanità":

## Le opere nel campo della linguistica e semantica
Chomsky, dopo qualche articolo, pubblica nel 1957 il volume Syntactic structures (Le strutture della sintassi), che contiene in nuce la sua teoria rivoluzionaria sulla grammatica generativo-trasformazionale. Nel 1959 pubblica una lunga e ormai classica recensione del volume di Burrhus Skinner, allora il più noto esponente del comportamentismo, Verbal behavior: lo scritto contiene una critica esplicita e argomentata del comportamentismo dal quale Chomsky aveva preso le distanze.
Tra il 1965 e il 1966 escono le due opere che fissano in maniera quasi definitiva sia le posizioni specificamente linguistiche sia le posizioni e le ascendenze filosofiche generali dell'autore: Aspects of the theory of syntax nel 1965 e Cartesian linguistics nel 1966. Un'ulteriore precisazione di tali posizioni è proposta in Language and mind del 1968. Chomsky, a questa data, è ormai il più influente studioso di linguistica sia nel suo paese sia in gran parte del mondo. Lo studioso non cessa di approfondire e difendere le sue teorie, nei dibattiti frequenti e vivaci dei successivi anni, in numerosi articoli e saggi, talvolta raccolti in volume. Alcuni fra i più significativi sono: The logical structure of linguistic theory del 1975, Reflections on language del 1976, Language and problems of knowledge del 1988.

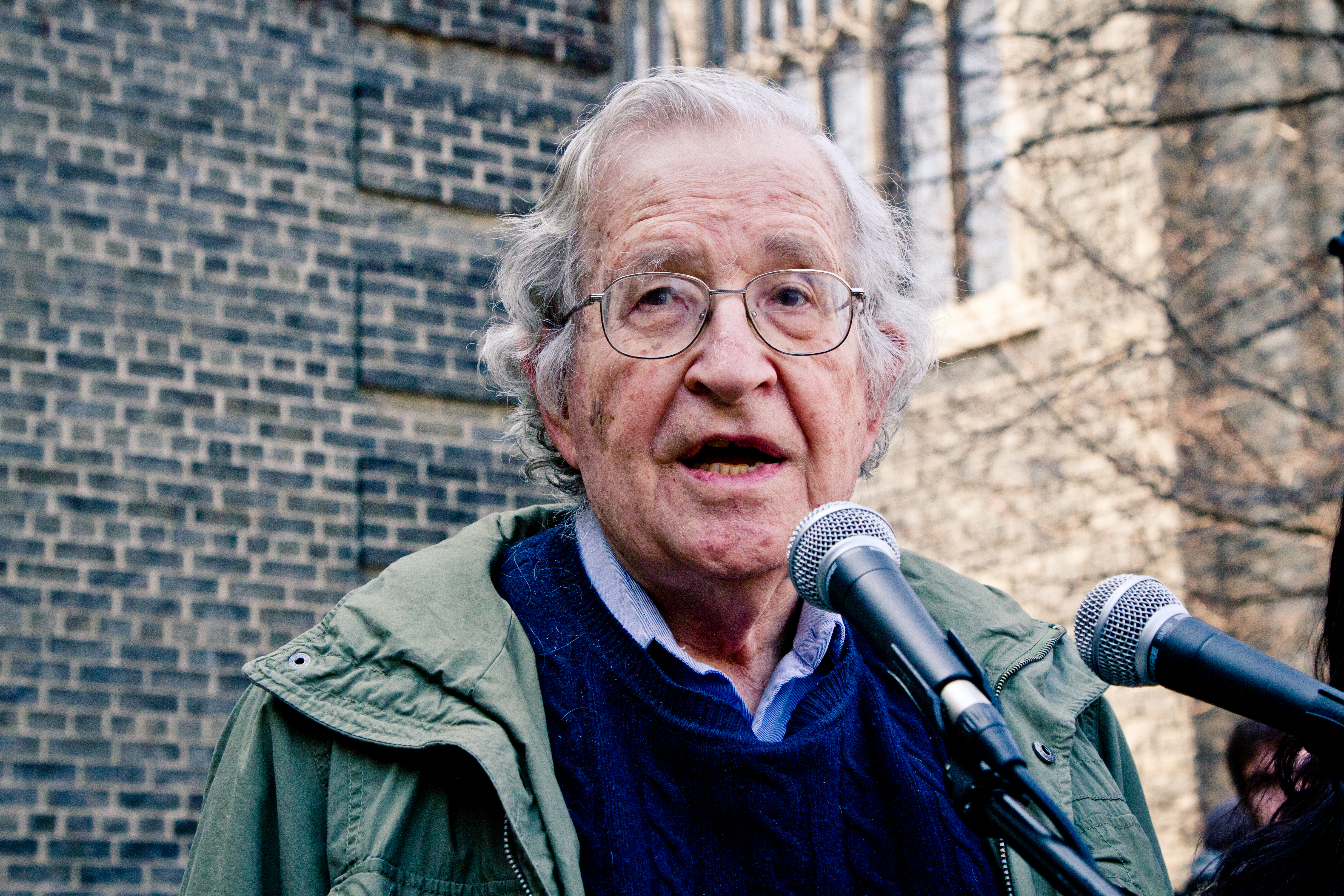
Chomsky a Toronto nel 2011

Nelle opere del 1957 e del 1965 Chomsky offre una descrizione formalizzata della grammatica e delle strutture sintattiche del nostro linguaggio, di un livello e di una strutturazione quasi matematici. La creatività viene considerata come una delle caratteristiche fondamentali del modo di usare il linguaggio: rispetto al numero limitato di parole e di regole esistenti noi tendiamo a creare qualcosa di nuovo, non riducibile in maniera meccanica alle regole grammaticali anche se da esse, in qualche modo, "generato". La grammatica quindi "genera" enunciati, nel senso che sta alla loro base, ma non li produce in maniera meccanica una volta per tutte. Poiché la conoscenza di una lingua è per Chomsky capacità di produrre e comprendere un numero virtualmente infinito di frasi, cioè anche frasi nuove, mai prodotte o udite prima, di questo deve dar conto una grammatica.
Sebbene abbia dedicato buona parte del suo lavoro allo studio della sintassi umana, Chomsky si è soffermato più volte anche su problemi di filosofia del linguaggio e della mente, come la nozione di riferimento e il suo ruolo nella teoria del significato e la natura e funzione delle rappresentazioni mentali.
Nelle opere del 2022 si è pronunciato contro l'idea della possibilità di un'intelligenza artificiale capace di autoapprendere, comprendere e produrre il linguaggio naturale umano, affermando che nel DNA degli individui risiede una tendenza spontanea e innata a usare la grammatica e ad elaborare nuove strutture sintattiche, senza alcun insegnamento, una volta acquisito un vocabolario minimo di parole.

## Vita privata
Dopo la morte della prima moglie, avvenuta nel 2008, si è risposato nel 2014 con Valeria Wasserman.

## Influenza nella cultura di massa
- Nonostante sia da alcuni criticato per le sue posizioni altermondiste vicine al movimento antiglobalizzazione, i maggiori organi d'informazione dimostrano grande considerazione e stima per lo studioso.

Il New York Times nel 1979, scrisse su di lui:
 Per The Nation: "Noam Chomsky è una fonte inesauribile di sapere". Per The Guardian: "Insieme a Marx, Shakespeare e la Bibbia, Chomsky è tra le dieci fonti più citate nella storia della cultura".
- Tra le posizioni che gli hanno attratto le più severe critiche, c'è la dichiarazione della sua ammirazione per lo scomparso presidente venezuelano Hugo Chávez in nome dell'antimperialismo; queste posizioni sono state criticate anche da alcuni anarchici[38].
- Analoghe critiche ha ricevuto per le sue dichiarazioni su vari regimi comunisti: sostenne per esempio nel 1979 che i racconti sulle violazioni dei diritti umani e i massacri del governo nazional-comunista della Kampuchea Democratica di Pol Pot (il cosiddetto genocidio cambogiano) fossero inverosimili e frutto di propaganda[39], pur non supportando mai il regime[40], cambiando idea successivamente alla diffusione di documenti e testimonianze inoppugnabili[40]. Dichiarò inoltre, riprendendo alcuni scritti dell'economista postkeynesiano Amartya Sen, che al fine di una valutazione obiettiva del maoismo non si potevano attribuire a Mao Tse-tung tutti i morti del grande balzo in avanti, poiché molti dei milioni di vittime della carestia che colpì la Cina nel 1959-1962 non furono voluti, come era accaduto con Stalin e l'holodomor in Ucraina, ma frutto della situazione contingente e di errori politici.[41]
- Oltre a vari libri incentrati sul pensiero politico di Noam Chomsky, sono stati realizzati un documentario e un'opera di teatro musicale: Manufacturing Consent (1992) di Mark Achbar e Peter Wintonick e Conversazioni con Chomsky (2010), "talk-opera" del compositore italiano Emanuele Casale.
- Viene citato più volte e festeggiato nel film di Matt Ross Captain Fantastic.[42]
- Nel 2017 gli è stato dedicato un asteroide, 52270 Noamchomsky.[43]

## Opere
- Linguistica Cartesiana. Un capitolo nella storia del pensiero razionalista  (1966) (Cartesian Linguistics. New York: Harper and Row, 1965).
- Cosa fanno le teste d'uovo, Bari, De Donato, 1967, La responsabilità degli intellettuali, Milano, Ponte alle Grazie, 2019, Milano, Pgreco, 2019
- Cinque anni di galera, Bari, De Donato, 1968.
- Alcune costanti della teoria linguistica, in I problemi attuali della linguistica, Milano, Bompiani, 1968.
- Il Vietnam in America, con Gabriel Kolko, Roma, Editori Riuniti, 1969.
- I nuovi mandarini. Gli intellettuali e il potere in America, Torino, Einaudi, 1969.
- Saggi linguistici

I, L'analisi formale del linguaggio, Torino, Boringhieri, 1969.
II, La grammatica generativa trasformazionale, Torino, Boringhieri, 1970.
III, Filosofia del linguaggio. Ricerche teoriche e storiche, Torino, Boringhieri, 1969.
- Le strutture della sintassi, Bari, Laterza, 1970.
- La guerra americana in Asia. Saggi sull'Indocina, Torino, Einaudi, 1972.
- Conoscenza e libertà, Torino, Einaudi, 1973.
- Problemi di teoria linguistica, Torino, Boringhieri, 1975.
- La grammatica trasformazionale. Scritti espositivi, Torino, Boringhieri, 1975.
- Bagno di sangue, con Edward S. Herman, Milano, Il formichiere, 1975.
- Psicologia e ideologia, in Crimini di pace. Ricerche sugli intellettuali e sui tecnici come addetti all'oppressione, Torino, Einaudi, 1975.
- Riflessioni sul Medio Oriente, Torino, Einaudi, 1976.
- Contributi recenti alla teoria delle idee innate, in Trattato di patologia dell'apprendimento, I, Sviluppo del fanciullo e difficoltà d'apprendimento, Roma, A. Armando, 1976.
- Per ragioni di Stato. Ideologie coercitive e forze rivoluzionarie, Torino, Einaudi, 1977, Milano, Net, 2005, Milano, Il Saggiatore, 2012
- Saggi di fonologia, Torino, Boringhieri, 1977.
- Forma e interpretazione, Milano, Il Saggiatore, 1977.
- Intervista su linguaggio e ideologia, a cura di Mitsou Ronat, Roma-Bari, Laterza, 1977.
- Verso la terza guerra mondiale?, con Jean Pierre Vigier, Milano, Mazzotta, 1978.
- Le strutture della dominazione, con altri, Milano, La salamandra, 1979.
- Fra massacri e media. Dibattito su stampa e intellettuali, con Régis Debray, Brescia, Shakespeare & Company, 1980.
- Riflessioni sul linguaggio, Torino, Einaudi, 1981.
- Regole e rappresentazioni, Milano, Il Saggiatore, 1981.
- Bibliografia. 1949-1981, Padova, CLESP, 1983.
- La quinta libertà, Milano, Elèuthera, 1987. ISBN 88-85861-08-3.
- La quinta libertà. Ideologia e potere. La politica statunitense in America centrale, Rimini, Il cerchio, 1989.
- La conoscenza del linguaggio. Natura, origine e uso, Milano, Il saggiatore, 1989. ISBN 88-04-29586-4.
- Linguaggio e problemi della conoscenza, Bologna, Il Mulino, 1991. ISBN 88-15-03177-4.
- Controllo dei mass media. Le spettacolari conquiste della propaganda, Milano, Società editrice Barbarossa, 1991.
- Illusioni necessarie, Milano, Elèuthera, 1991. ISBN 88-85861-20-2.
- Anno 501, la conquista continua. L'epopea dell'imperialismo dal genocidio coloniale ai giorni nostri, Roma, Gamberetti, 1993. ISBN 88-7990-004-8.
- Alla corte di re Artù. Il mito Kennedy, Milano, Elèuthera, 1994. ISBN 88-85861-46-6.
- Giustizia e natura umana. Conversazione di Eindhoven, con Michel Foucault, Palermo-Roma, ILA Palma-Edizioni associate, 1994. ISBN 88-7704-223-0,
- Della natura umana. Invariante biologico e potere politico, con Michel Foucault, Roma, DeriveApprodi, 2005. ISBN 88-88738-70-3,
- La natura umana. Giustizia contro potere, con Michel Foucault, Roma, Castelvecchi, 2013. ISBN 978-88-7615-755-4.
- Democrazia agli ostacoli, Firenze, Shakespeare and Company, 1994.
- Il potere dei media. Con il saggio Fascismo strisciante, Firenze, Vallecchi, 1994. ISBN 88-8252-003-X.
- I cortili dello zio Sam. Gli obiettivi della politica estera americana dal vecchio al nuovo ordine mondiale, Roma, Gamberetti, 1995. ISBN 88-7990-013-7.
- Il club dei ricchi. Interviste ed interventi sul mondo unipolare e lo svuotamento delle istituzioni democratiche, Roma, Gamberetti, 1996. ISBN 88-7990-015-3.
- Il caso Faurisson e il revisionismo olocaustico, con Robert Faurisson e Serge Thion, Genova, Graphos, 1997.
- Il potere. Natura umana e ordine sociale, Roma, Editori Riuniti, 1997. ISBN 88-359-4328-0.
- La società globale. Educazione, mercato, democrazia, con Heinz Dieterich, Celleno, La piccola editrice, 1997. ISBN 88-7258-207-5.
- Linguaggio e libertà, Milano, Tropea, 1998. ISBN 88-438-0142-2.
- La fabbrica del consenso, con Edward S. Herman, Milano, Il Saggiatore, 2014. Trad. It. di Manufacturing Consent: The Political Economy of the Mass Media (1988)
- Linguaggio e politica, Roma, Di Renzo, 1998. ISBN 88-86044-94-1; 2002. ISBN 88-8323-047-7; 2014. ISBN 88-8323-287-9.
- La società globale, in Globalizzazione, esclusione e democrazia in America latina, Calvagese della Riviera-Celleno, Fondazione G. Piccini-La piccola editrice, 1999. ISBN 88-7258-209-1.
- Spiegare l'uso del linguaggio, in Mente e linguaggio. Antologia, a cura di Alfredo Paternoster, Milano, Guerini studio, 1999. ISBN 88-8335-044-8.
- Sulla nostra pelle, Milano, Tropea, 1999. ISBN 88-438-0213-5.
- Atti di aggressione e di controllo, Milano, Tropea, 2000. ISBN 88-438-0258-5.
- Il nuovo umanitarismo militare. Lezioni dal Kosovo, Trieste, Asterios, 2000. ISBN 88-86969-40-6.
- Egemonia americana e stati fuorilegge, Bari, Dedalo, 2001. ISBN 88-220-5317-6.
- Su natura e linguaggio. Con un saggio su Il clero secolare e i pericoli della democrazia, Siena, Edizioni dell'Università degli Studi di Siena, 2001.
- 11 settembre, Milano, Tropea, 2001. ISBN 88-438-0362-X;
- Capire il potere, Milano, Tropea, 2002. ISBN 88-438-0393-X., Milano, Net, 2007, Milano, Il Saggiatore, 2008
- Il conflitto Israele-Palestina e altri scritti, Roma, Datanews, 2002. ISBN 88-7981-214-9.
- Terrore infinito. La questione palestinese dalla guerra del Golfo all'intifada, Bari, Dedalo, 2002. ISBN 88-220-5328-1.
- Dal Vietnam all'Iraq. Colloqui con Patricia Lombroso, Roma, Manifestolibri, 2003. ISBN 88-7285-314-1.
- Due ore di lucidità. Conversazioni con Noam Chomsky. Siena, 22 novembre 1999 (complementi Parigi-Boston per e-mail), con Denis Robert e Weronika Zarachowicz, Milano, Baldini & Castoldi, 2003. ISBN 88-8490-324-6.
- Dopo l'11 settembre. [Potere e terrore], Milano, Tropea, 2003. ISBN 88-438-0432-4.
- La diseducazione. Americanismo e politiche globali, Roma, Armando, 2003. ISBN 88-8358-403-1.
- Anarchia e libertà. Scritti e interviste, Roma, Datanews, 2003. ISBN 88-7981-222-X; 2006. ISBN 88-7981-284-X.
- Lezioni di potere. Scritti e interviste su guerra preventiva e impero, Roma, Datanews, 2003. ISBN 88-7981-234-3.
- Riconoscere i diritti: un percorso accidentato, in La debolezza del più forte. Globalizzazione e diritti umani, Milano, Oscar Mondadori, 2004. ISBN 88-04-53577-6.
- Pirati e imperatori, Milano, Tropea, 2004. ISBN 88-438-0427-8.
- Democrazia ed istruzione, Roma, EDUP, 2004. ISBN 88-8421-083-6; 2005. ISBN 88-8421-117-4.
- Il golpe silenzioso. Segreti, bugie, crimini e democrazia, Casale Monferrato, Piemme, 2004. ISBN 88-384-8122-9.
- Il bene comune, Casale Monferrato, Piemme, 2004. ISBN 88-384-8124-5.
- Una nuova generazione volta pagina, Firenze, Multimage, 2004. ISBN 88-86762-49-6.
- Presidente Bush, Milano, Rizzoli, 2004. ISBN 88-17-00370-0.
- La democrazia del grande fratello, Casale Monferrato, Piemme, 2005. ISBN 88-384-7520-2.
- Egemonia o sopravvivenza, Milano, Tropea, 2005. ISBN 88-438-0460-X.
- Democrazie e impero. Interviste su USA, Europa, Medio Oriente, America Latina, Roma, Datanews, 2005. ISBN 88-7981-265-3.
- Global empire. Interviste su globalizzazione, dominio petrolifero, libertà, Roma, Datanews, 2005. ISBN 88-7981-273-4.
- Nuovi orizzonti nello studio del linguaggio e della mente. Linguistica, epistemologia e filosofia del linguaggio, Milano, Il saggiatore, 2005. ISBN 88-428-1108-4.
- L'economia politica dei diritti umani

I, La Washington connection e il fascismo nel Terzo mondo, con Edward S. Herman, Milano, Baldini Castoldi Dalai, 2005. ISBN 88-8490-659-8.
II, Dopo il cataclisma. L'Indocina del dopoguerra e la ricostruzione dell'ideologia imperiale, con Edward S. Herman, Milano, Baldini Castoldi Dalai, 2006. ISBN 88-8490-921-X.
- America: il nuovo tiranno. Conversazione con David Barsamian, Milano, Rizzoli, 2006. ISBN 88-17-00998-9.
- Guerra e propaganda. La verità della guerra e la verità dei grandi media. Interviste, Roma, Datanews, 2006. ISBN 88-7981-310-2.
- Le illusioni del Medioriente. Dentro la fabbrica dell'ipocrisia, Casale Monferrato, Piemme, 2006. ISBN 88-384-8162-8.
- Riflessioni sull'orlo dell'Apocalisse. Contemplando il futuro con Noam Chomsky, Bruce Sterling, Deepak Chopra e altri, Milano, Oscar Mondadori, 2006. ISBN 88-04-55619-6.
- Potere pericoloso. Il Medio Oriente e la politica estera degli USA, con Gilbert Achcar, Bari, Palomar, 2007. ISBN 978-88-7600-225-0.
- Stati falliti. Abuso di potere e assalto alla democrazia in America, Milano, il Saggiatore, 2007. ISBN 978-88-428-1433-7.
- Anarchismo, Milano, Tropea, 2008. ISBN 978-88-558-0059-4.
- Interventi, 2002-2006, Roma, Fandango, 2008. ISBN 978-88-6044-035-8.
- Il governo del futuro, Milano, Tropea, 2009. ISBN 978-88-558-0071-6.
- America, no we can't. Le speranze deluse e le prospettive della politica Usa, Roma, Alegre, 2010. ISBN 978-88-89772-50-8.
- Il linguaggio e la mente, Torino, Bollati Boringhieri, 2010. ISBN 978-88-339-2108-2.
- Ultima fermata Gaza. Dove ci porta la guerra di Israele contro i Palestinesi, con Ilan Pappé, Milano, Ponte alle Grazie, 2010. ISBN 978-88-6220-213-8.
- 11 settembre dieci anni dopo, Milano, Il Saggiatore, 2011. ISBN 978-88-565-0292-3.
- L'America è finita? Il mondo che lasciamo e il compito che ci attende, Trieste, Asterios, 2012. ISBN 978-88-95146-71-3.
- Siamo il 99%, Roma, Nottetempo, 2012. ISBN 978-88-7452-373-3.
- Sistemi di potere. Conversazioni sulle nuove sfide globali, Milano, Ponte alle Grazie, 2013. ISBN 978-88-6220-785-0.
- Media e potere, Lecce, Bepress, 2014. ISBN 978-88-96130-44-5.
- I padroni dell'umanità. Saggi politici (1970-2013), Milano, Ponte alle Grazie, 2014. ISBN 978-88-6833-062-0.
- Anarchia. Idee per l'umanità liberata. Saggi, conferenze, interviste, Milano, Ponte alle Grazie, 2015. ISBN 978-88-6833-2457.
- La scienza del linguaggio. Interviste con James McGilvray, Milano, Il Saggiatore, 2015. ISBN 978-88-428-1895-3.
- Palestina e Israele. Che fare?, con Ilan Pappé, Roma, Fazi, 2015. ISBN 978-88-7625-800-8.
- La pratica della libertà e i suoi limiti, con altri, Milano, Mimesis, 2015. ISBN 978-88-575-2708-6.
- Terrorismo occidentale. Da Hiroshima ai droni, con Andre Vltchek, Milano, Ponte alle Grazie, 2015. ISBN 978-88-6833-396-6.
- Perché solo noi. Linguaggio ed evoluzione, con Robert C. Berwick, Torino, Bollati Boringhieri, 2016. ISBN 978-88-339-2776-3.
- Chi sono i padroni del mondo, Milano, Ponte alle Grazie, 2016. ISBN 978-88-6833-349-2.
- L'America di Trump, interviste di C. J. Polychroniou, Milano, Ponte alle Grazie, 2016. ISBN 978-88-6833-685-1.
- Così va il mondo, con David Barsamian e Arthur Naiman, Milano, Piemme, 2017
- Le dieci leggi del potere, Milano, Ponte alle Grazie, 2017
- Tre lezioni sull'uomo, Milano, Ponte alle Grazie, 2017 ISBN 978-886833-632-5.
- Linguistica cartesiana, Milano Udine, Mimesis, 2017
- Perché lo diciamo noi, Prato, Piano B, 2017
- Ottimismo (malgrado tutto), interviste di C. J. Polychroniou, Milano, Ponte alle Grazie, 2018
- Venti di protesta, interviste di David Barsamian, Milano, Ponte alle Grazie, 2018
- Verso il precipizio, Roma, Castelvecchi, 2018
- 2 minuti all'Apocalisse, con Laray Polk, Milano, Piemme, 2018
- Il mistero del linguaggio, Milano, Raffaello Cortina, 2018
- La ragione contro il potere, con Jean Bricmont, Milano, Ponte alle Grazie, 2019
- Dis-educazione, Milano, Piemme, 2019
- Minuti contati: crisi climatica e Green New Deal globale, con Robert Pollin, Ponte alle Grazie, 2020
- Illegale, eppure legittimo, Roma, Castelvecchi, 2020
- Crisi di civiltà: Pandemia e capitalismo, interviste di C. J. Polychroniou, Milano, Ponte alle Grazie, 2020 ISBN 9788833315089
- Precipizio: il capitalismo all'attacco della democrazia e il dovere di cambiare rotta, interviste di C. J. Polychroniou, Milano, Ponte alle Grazie, 2021
- Lotta o declino: perché dobbiamo ribellarci contro i padroni dell'umanità, interviste di Emran Feroz, Milano, Ponte alle Grazie, 2021
- L'impero colpisce ancora: la politica estera americana e la sicurezza nel mondo (The Myth of American Idealism), con N.J. Robinson, Milano, Ponte alle Grazie, 2024